# غابي غارسيا
غابي غارسيا (بالإنجليزية: Gabe Garcia)‏ (8 يونيو 1970 بهيلوتيس في الولايات المتحدة -) هو لاعب كرة قدم أمريكي في مركز الهجوم. لعب مع Minnesota Thunder ‏ وريتشموند كيكرز وNorth Carolina Fusion U23 ‏ وNew Orleans Storm ‏ وHershey Wildcats ‏ وLehigh Valley Steam ‏ وMyrtle Beach Boyz ‏ وSan Antonio Pumas ‏.

## الاحتراف
في عام 1991م لعب جارسيا رفقة شقيقه التوأم كارلوس مع فريق سان أنطونيو جنرالات خلال موسم SISL في الهواء الطلق حيث سجل غارسيا ثمانية أهداف في ستة عشر مباراة ذلك الموسم وبعد تخرجه من الجامعة وقع مع فريق FC Weisbaden ، وهو فريق ألماني من الدرجة الثالثة ولكنهم عادوا لاحقًا إلى شارلوت لقلة الوقت الذي لعبه كلاعب أساسي وفي عام 1993 وقع غارسيا مع فريق جرينسبورو دينامو حيث فاز ببطولة USISL عامي 1993 و1994 مع الفريق ومن ثم في عام 1995 انتقل إلى التوسع ميرتل بيتش بويزحيث استمر مع الفريق موسمًا واحدًا لكنه ذهب إلى الدور نصف النهائي. في فبراير 1996م اختار سان خوسيه كلاش جارسيا في الجولة الثانية عشرة (رقم 118 بشكل عام) في مسودة لعب افتتاح MLS عام 1996 ، ليتنازل عنه فيما بعد في أبريل 1996م.

## وصلات خارجية
- غابي غارسيا على موقع قاعدة بيانات كرة القدم.إي يو (الإنجليزية)